# Liste des sénateurs des États-Unis pour l'État de New York
L'État de New York est attaché aux États-Unis depuis le 26 juillet 1788. Cette page dresse la liste des deux sénateurs qui représentent l'État au Congrès fédéral à partir de cette date.

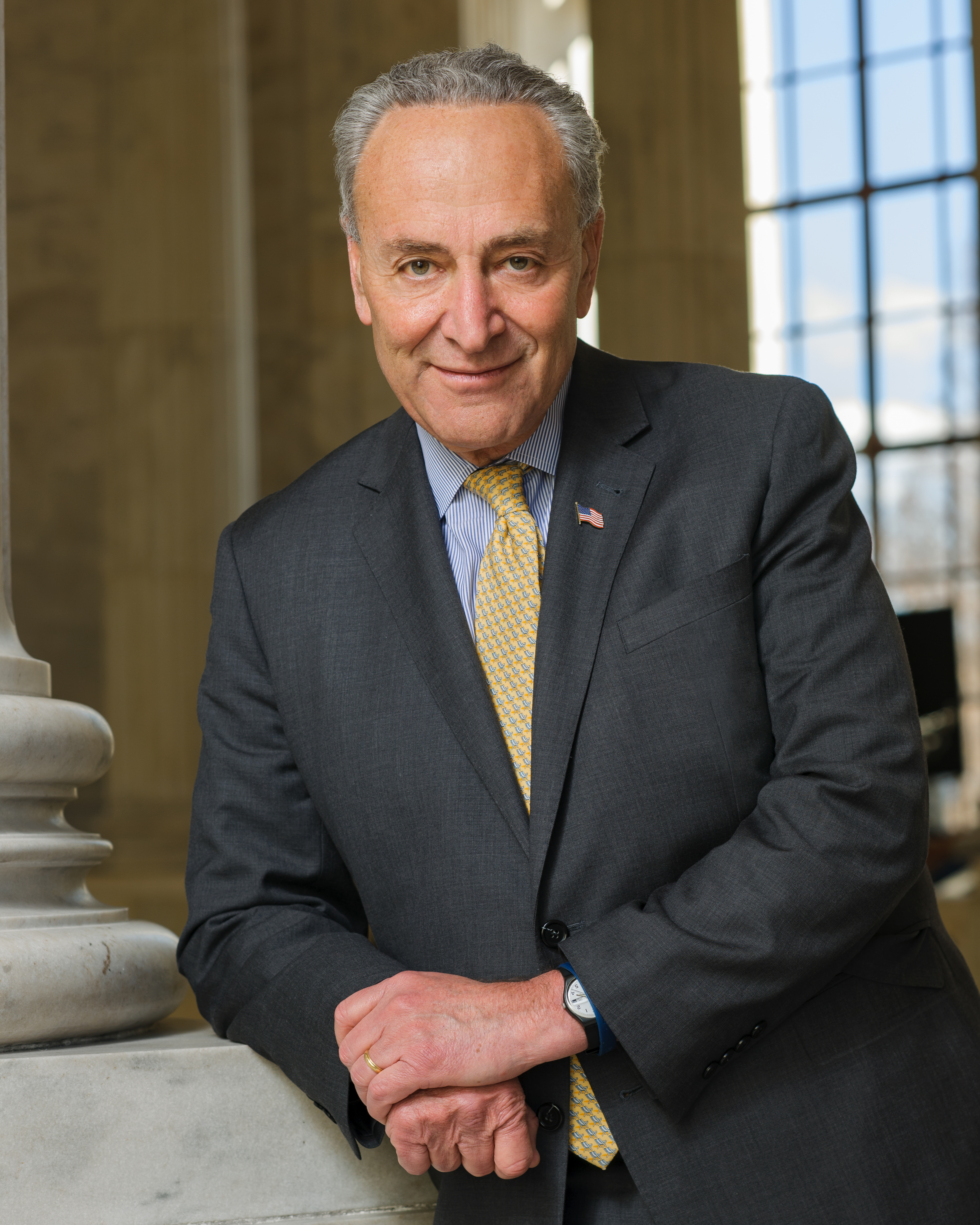
Chuck Schumer, sénateur senior démocrate de l'État.
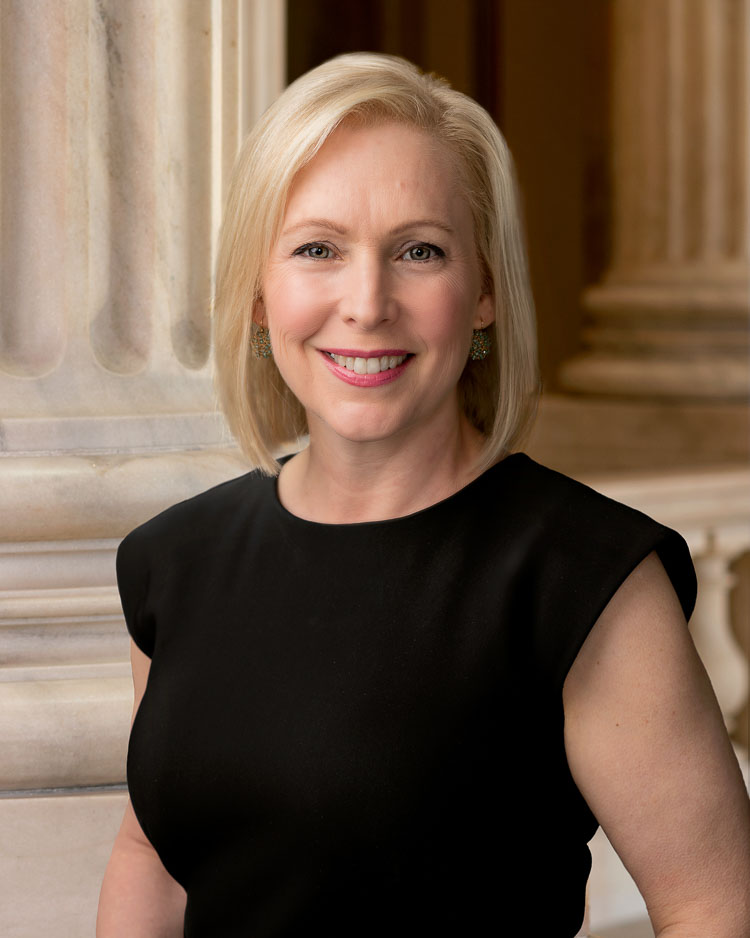
Kirsten Gillibrand, sénatrice junior de l'État, également démocrate.

## Liste des sénateurs
| Classe 1 | Classe 1                | Classe 1 | Classe 1              | Classe 1          | Classe 1         | Congrès            | Classe 2                | Classe 2         | Classe 2              | Classe 2              | Classe 2        | Classe 2         |
| n°       | Sénateur                | Parti    | Parti                 | Dates             | Dates            | Congrès            | n°                      | Sénateur         | Parti                 | Parti                 | Dates           | Dates            |
| -------- | ----------------------- | -------- | --------------------- | ----------------- | ---------------- | ------------------ | ----------------------- | ---------------- | --------------------- | --------------------- | --------------- | ---------------- |
| 1        | Philip Schuyler         |          | Fédéraliste           | 27 juillet 1789   | 3 mars 1791      | 1er                | 1                       | Rufus King       |                       | Fédéraliste           | 25 juillet 1789 | 23 mai 1796      |
| 2        | Aaron Burr              |          | Anti-Administration   | 4 mars 1791       | 3 mars 1797      | 2e                 | 1                       | Rufus King       |                       | Fédéraliste           | 25 juillet 1789 | 23 mai 1796      |
| 2        | Aaron Burr              |          | Républicain-démocrate | 4 mars 1791       | 3 mars 1797      | 3e                 | 1                       | Rufus King       |                       | Fédéraliste           | 25 juillet 1789 | 23 mai 1796      |
| 2        | Aaron Burr              | 4e       | Républicain-démocrate | 4 mars 1791       | 3 mars 1797      |                    | 1                       | Rufus King       |                       | Fédéraliste           | 25 juillet 1789 | 23 mai 1796      |
| 2        | Aaron Burr              | 2        | Républicain-démocrate | 4 mars 1791       | 3 mars 1797      | John Laurance      |                         | Fédéraliste      | 8 décembre 1796       | 1er août 1800         |                 |                  |
| 3        | Philip Schuyler         | 2        |                       | Fédéraliste       | 4 mars 1797      | John Laurance      | 3 janvier 1798          | Fédéraliste      | 8 décembre 1796       | 1er août 1800         | 5e              |                  |
| 4        | John Sloss Hobart       | 2        |                       | Fédéraliste       | 11 janvier 1798  | John Laurance      | 16 avril 1798           | Fédéraliste      | 8 décembre 1796       | 1er août 1800         | 5e              |                  |
| 5        | William North           | 2        |                       | Fédéraliste       | 5 mai 1798       | John Laurance      | 17 août 1798            | Fédéraliste      | 8 décembre 1796       | 1er août 1800         | 5e              |                  |
| 6        | James Watson            | 2        |                       | Fédéraliste       | 17 août 1798     | John Laurance      | 19 mars 1800            | Fédéraliste      | 8 décembre 1796       | 1er août 1800         | 5e              |                  |
| 6        | James Watson            | 2        | 6e                    | Fédéraliste       | 17 août 1798     | John Laurance      | 19 mars 1800            | Fédéraliste      | 8 décembre 1796       | 1er août 1800         |                 |                  |
| 7        | Gouverneur Morris       |          | Fédéraliste           | 3 mai 1800        | 3 mars 1803      | 3                  | John Armstrong, Jr.     |                  | Républicain-démocrate | 8 janvier 1801        | 5 février 1802  |                  |
| 7        | Gouverneur Morris       | 7e       | Fédéraliste           | 3 mai 1800        | 3 mars 1803      | 4                  | DeWitt Clinton          |                  | Républicain-démocrate | 23 février 1802       | 4 novembre 1803 |                  |
| 7        | Gouverneur Morris       | 7e       | Fédéraliste           | 3 mai 1800        | 3 mars 1803      | 4                  | DeWitt Clinton          |                  | Républicain-démocrate | 23 février 1802       | 4 novembre 1803 |                  |
| 8        | Theodorus Bailey        |          | Républicain-démocrate | 4 mars 1803       | 16 janvier 1804  | 4                  | DeWitt Clinton          | 8e               | Républicain-démocrate | 23 février 1802       | 4 novembre 1803 |                  |
| 9        | John Armstrong, Jr.     |          | Républicain-démocrate | 25 février 1804   | 30 juin 1804     | 5                  | John Armstrong, Jr.     | 8e               |                       | Républicain-démocrate | 8 décembre 1803 | 23 février 1804  |
| 10       | Samuel L. Mitchill      |          | Républicain-démocrate | 23 novembre 1804  | 3 mars 1809      | 6                  | John Smith              | 8e               |                       | Républicain-démocrate | 23 février 1804 | 8 mars 1813      |
| 10       | Samuel L. Mitchill      | 9e       | Républicain-démocrate | 23 novembre 1804  | 3 mars 1809      | 6                  | John Smith              |                  |                       | Républicain-démocrate | 23 février 1804 | 8 mars 1813      |
| 10       | Samuel L. Mitchill      | 10e      | Républicain-démocrate | 23 novembre 1804  | 3 mars 1809      | 6                  | John Smith              |                  |                       | Républicain-démocrate | 23 février 1804 | 8 mars 1813      |
| 11       | Obadiah German          |          | Républicain-démocrate | 4 mars 1809       | 3 mars 1815      | 6                  | John Smith              | 11e              |                       | Républicain-démocrate | 23 février 1804 | 8 mars 1813      |
| 11       | Obadiah German          | 12e      | Républicain-démocrate | 4 mars 1809       | 3 mars 1815      | 6                  | John Smith              |                  |                       | Républicain-démocrate | 23 février 1804 | 8 mars 1813      |
| 11       | Obadiah German          | 13e      | Républicain-démocrate | 4 mars 1809       | 3 mars 1815      | 7                  | Rufus King              |                  | Fédéraliste           | 4 mars 1813           | 3 mars 1825     |                  |
| 12       | Nathan Sanford          |          | Républicain-démocrate | 4 mars 1815       | 3 mars 1861      | 7                  | Rufus King              | 14e              | Fédéraliste           | 4 mars 1813           | 3 mars 1825     |                  |
| 12       | Nathan Sanford          | 15e      | Républicain-démocrate | 4 mars 1815       | 3 mars 1861      | 7                  | Rufus King              |                  | Fédéraliste           | 4 mars 1813           | 3 mars 1825     |                  |
| 12       | Nathan Sanford          | 16e      | Républicain-démocrate | 4 mars 1815       | 3 mars 1861      | 7                  | Rufus King              |                  | Fédéraliste           | 4 mars 1813           | 3 mars 1825     |                  |
| 13       | Martin Van Buren        |          | Républicain-démocrate | 4 mars 1821       | 20 décembre 1828 | 7                  | Rufus King              | 17e              | Fédéraliste           | 4 mars 1813           | 3 mars 1825     |                  |
| 13       | Martin Van Buren        | 18e      | Républicain-démocrate | 4 mars 1821       | 20 décembre 1828 | 7                  | Rufus King              |                  | Fédéraliste           | 4 mars 1813           | 3 mars 1825     |                  |
| 13       | Martin Van Buren        |          | Jacksonien            | 4 mars 1821       | 20 décembre 1828 | 19e                | 8                       | Nathan Sanford   |                       | National-républicain  | 31 janvier 1826 | 3 mars 1831      |
| 13       | Martin Van Buren        | 20e      | Jacksonien            | 4 mars 1821       | 20 décembre 1828 |                    | 8                       | Nathan Sanford   |                       | National-républicain  | 31 janvier 1826 | 3 mars 1831      |
| 14       | Charles E. Dudley       |          | Jacksonien            | 15 janvier 1929   | 3 mars 1833      |                    | 8                       | Nathan Sanford   |                       | National-républicain  | 31 janvier 1826 | 3 mars 1831      |
| 14       | Charles E. Dudley       | 21e      | Jacksonien            | 15 janvier 1929   | 3 mars 1833      |                    | 8                       | Nathan Sanford   |                       | National-républicain  | 31 janvier 1826 | 3 mars 1831      |
| 14       | Charles E. Dudley       |          | Jacksonien            | 15 janvier 1929   | 3 mars 1833      | 22e                | 9                       | William L. Marcy |                       | Jacksonien            | 4 mars 1831     | 1er janvier 1833 |
| 14       | Charles E. Dudley       |          | Jacksonien            | 15 janvier 1929   | 3 mars 1833      | 22e                | 10                      | Silas Wright, Jr |                       | Jacksonien            | 4 janvier 1833  | 26 novembre 1844 |
| 15       | Nathaniel P. Tallmadge  |          | Jacksonien            | 4 mars 1833       | 17 juin 1844     | 23e                | 10                      | Silas Wright, Jr |                       | Jacksonien            | 4 janvier 1833  | 26 novembre 1844 |
| 15       | Nathaniel P. Tallmadge  | 24e      | Jacksonien            | 4 mars 1833       | 17 juin 1844     |                    | 10                      | Silas Wright, Jr |                       | Jacksonien            | 4 janvier 1833  | 26 novembre 1844 |
| 15       | Nathaniel P. Tallmadge  |          | Démocrate             | 4 mars 1833       | 17 juin 1844     | 25e                | 10                      | Silas Wright, Jr |                       | Démocrate             | 4 janvier 1833  | 26 novembre 1844 |
| 15       | Nathaniel P. Tallmadge  |          | Whig                  | 4 mars 1833       | 17 juin 1844     | 26e                | 10                      | Silas Wright, Jr |                       | Démocrate             | 4 janvier 1833  | 26 novembre 1844 |
| 15       | Nathaniel P. Tallmadge  | 27e      | Whig                  | 4 mars 1833       | 17 juin 1844     |                    | 10                      | Silas Wright, Jr |                       | Démocrate             | 4 janvier 1833  | 26 novembre 1844 |
| 15       | Nathaniel P. Tallmadge  | 28e      | Whig                  | 4 mars 1833       | 17 juin 1844     |                    | 10                      | Silas Wright, Jr |                       | Démocrate             | 4 janvier 1833  | 26 novembre 1844 |
| 16       | Daniel S. Dickinson     |          | Démocrate             | 9 décembre 1844   | 3 mars 1851      | 11                 | Henry A. Foster         |                  | Démocrate             | 30 novembre 1844      | 27 janvier 1845 |                  |
| 16       | Daniel S. Dickinson     |          | Démocrate             | 9 décembre 1844   | 3 mars 1851      | 12                 | John Adams Dix          |                  | Démocrate             | 27 janvier 1845       | 3 mars 1849     |                  |
| 16       | Daniel S. Dickinson     | 29e      | Démocrate             | 9 décembre 1844   | 3 mars 1851      | 12                 | John Adams Dix          |                  | Démocrate             | 27 janvier 1845       | 3 mars 1849     |                  |
| 16       | Daniel S. Dickinson     | 30e      | Démocrate             | 9 décembre 1844   | 3 mars 1851      | 12                 | John Adams Dix          |                  | Démocrate             | 27 janvier 1845       | 3 mars 1849     |                  |
| 16       | Daniel S. Dickinson     | 31e      | Démocrate             | 9 décembre 1844   | 3 mars 1851      | 13                 | William Henry Seward    |                  | Whig                  | 4 mars 1849           | 3 mars 1861     |                  |
| 17       | Hamilton Fish           |          | Whig                  | 1er décembre 1851 | 3 mars 1857      | 13                 | William Henry Seward    | 32e              | Whig                  | 4 mars 1849           | 3 mars 1861     |                  |
| 17       | Hamilton Fish           | 33e      | Whig                  | 1er décembre 1851 | 3 mars 1857      | 13                 | William Henry Seward    |                  | Whig                  | 4 mars 1849           | 3 mars 1861     |                  |
| 17       | Hamilton Fish           | 34e      | Whig                  | 1er décembre 1851 | 3 mars 1857      | 13                 | William Henry Seward    |                  | Républicain           | 4 mars 1849           | 3 mars 1861     |                  |
| 18       | Preston King            |          | Républicain           | 4 mars 1857       | 3 mars 1863      | 13                 | William Henry Seward    | 35e              | Républicain           | 4 mars 1849           | 3 mars 1861     |                  |
| 18       | Preston King            | 36e      | Républicain           | 4 mars 1857       | 3 mars 1863      | 13                 | William Henry Seward    |                  | Républicain           | 4 mars 1849           | 3 mars 1861     |                  |
| 18       | Preston King            | 37e      | Républicain           | 4 mars 1857       | 3 mars 1863      | 14                 | Ira Harris              |                  | Républicain           | 4 mars 1861           | 3 mars 1867     |                  |
| 19       | Edwin D. Morgan         |          | Républicain           | 4 mars 1863       | 3 mars 1869      | 14                 | Ira Harris              | 38e              | Républicain           | 4 mars 1861           | 3 mars 1867     |                  |
| 19       | Edwin D. Morgan         | 39e      | Républicain           | 4 mars 1863       | 3 mars 1869      | 14                 | Ira Harris              |                  | Républicain           | 4 mars 1861           | 3 mars 1867     |                  |
| 19       | Edwin D. Morgan         | 40e      | Républicain           | 4 mars 1863       | 3 mars 1869      | 15                 | Roscoe Conkling         |                  | Républicain           | 4 mars 1867           | 16 mai 1881     |                  |
| 20       | Reuben Fenton           |          | Républicain           | 4 mars 1869       | 3 mars 1875      | 15                 | Roscoe Conkling         | 41e              | Républicain           | 4 mars 1867           | 16 mai 1881     |                  |
| 20       | Reuben Fenton           | 42e      | Républicain           | 4 mars 1869       | 3 mars 1875      | 15                 | Roscoe Conkling         |                  | Républicain           | 4 mars 1867           | 16 mai 1881     |                  |
| 20       | Reuben Fenton           | 43e      | Républicain           | 4 mars 1869       | 3 mars 1875      | 15                 | Roscoe Conkling         |                  | Républicain           | 4 mars 1867           | 16 mai 1881     |                  |
| 21       | Francis Kernan          |          | Démocrate             | 4 mars 1875       | 3 mars 1881      | 15                 | Roscoe Conkling         | 44e              | Républicain           | 4 mars 1867           | 16 mai 1881     |                  |
| 21       | Francis Kernan          | 45e      | Démocrate             | 4 mars 1875       | 3 mars 1881      | 15                 | Roscoe Conkling         |                  | Républicain           | 4 mars 1867           | 16 mai 1881     |                  |
| 21       | Francis Kernan          | 46e      | Démocrate             | 4 mars 1875       | 3 mars 1881      | 15                 | Roscoe Conkling         |                  | Républicain           | 4 mars 1867           | 16 mai 1881     |                  |
| 22       | Thomas C. Platt         |          | Républicain           | 4 mars 1881       | 16 mai 1881      | 15                 | Roscoe Conkling         | 47e              | Républicain           | 4 mars 1867           | 16 mai 1881     |                  |
| 23       | Warner Miller           |          | Républicain           | 11 octobre 1881   | 3 mars 1887      | 16                 | Elbridge G. Lapham      | 47e              |                       | Républicain           | 11 octobre 1881 | 3 mars 1885      |
| 23       | Warner Miller           | 48e      | Républicain           | 11 octobre 1881   | 3 mars 1887      | 16                 | Elbridge G. Lapham      |                  |                       | Républicain           | 11 octobre 1881 | 3 mars 1885      |
| 23       | Warner Miller           | 49e      | Républicain           | 11 octobre 1881   | 3 mars 1887      | 17                 | William M. Evarts       |                  | Républicain           | 4 mars 1885           | 3 mars 1891     |                  |
| 24       | Frank Hiscock           |          | Républicain           | 4 mai 1887        | 3 mars 1893      | 17                 | William M. Evarts       | 50e              | Républicain           | 4 mars 1885           | 3 mars 1891     |                  |
| 24       | Frank Hiscock           | 51e      | Républicain           | 4 mai 1887        | 3 mars 1893      | 17                 | William M. Evarts       |                  | Républicain           | 4 mars 1885           | 3 mars 1891     |                  |
| 24       | Frank Hiscock           | 52e      | Républicain           | 4 mai 1887        | 3 mars 1893      | 18                 | David B. Hill           |                  | Démocrate             | 7 janvier 1892        | 3 mars 1897     |                  |
| 25       | Edward Murphy Jr.       |          | Démocrate             | 4 mars 1893       | 3 mars 1899      | 18                 | David B. Hill           | 53e              | Démocrate             | 7 janvier 1892        | 3 mars 1897     |                  |
| 25       | Edward Murphy Jr.       | 54e      | Démocrate             | 4 mars 1893       | 3 mars 1899      | 18                 | David B. Hill           |                  | Démocrate             | 7 janvier 1892        | 3 mars 1897     |                  |
| 25       | Edward Murphy Jr.       | 55e      | Démocrate             | 4 mars 1893       | 3 mars 1899      | 19                 | Thomas C. Platt         |                  | Républicain           | 4 mars 1897           | 3 mars 1909     |                  |
| 26       | Chauncey Depew          |          | Républicain           | 3 mars 1899       | 3 mars 1911      | 19                 | Thomas C. Platt         | 56e              | Républicain           | 4 mars 1897           | 3 mars 1909     |                  |
| 26       | Chauncey Depew          | 57e      | Républicain           | 3 mars 1899       | 3 mars 1911      | 19                 | Thomas C. Platt         |                  | Républicain           | 4 mars 1897           | 3 mars 1909     |                  |
| 26       | Chauncey Depew          | 58e      | Républicain           | 3 mars 1899       | 3 mars 1911      | 19                 | Thomas C. Platt         |                  | Républicain           | 4 mars 1897           | 3 mars 1909     |                  |
| 26       | Chauncey Depew          | 59e      | Républicain           | 3 mars 1899       | 3 mars 1911      | 19                 | Thomas C. Platt         |                  | Républicain           | 4 mars 1897           | 3 mars 1909     |                  |
| 26       | Chauncey Depew          | 60e      | Républicain           | 3 mars 1899       | 3 mars 1911      | 19                 | Thomas C. Platt         |                  | Républicain           | 4 mars 1897           | 3 mars 1909     |                  |
| 26       | Chauncey Depew          | 61e      | Républicain           | 3 mars 1899       | 3 mars 1911      | 20                 | Elihu Root              |                  | Républicain           | 4 mars 1909           | 3 mars 1915     |                  |
| 27       | James A. O'Gorman       |          | Démocrate             | 4 avril 1911      | 3 mars 1917      | 20                 | Elihu Root              | 62e              | Républicain           | 4 mars 1909           | 3 mars 1915     |                  |
| 27       | James A. O'Gorman       | 63e      | Démocrate             | 4 avril 1911      | 3 mars 1917      | 20                 | Elihu Root              |                  | Républicain           | 4 mars 1909           | 3 mars 1915     |                  |
| 27       | James A. O'Gorman       | 64e      | Démocrate             | 4 avril 1911      | 3 mars 1917      | 21                 | James W. Wadsworth, Jr. |                  | Républicain           | 4 mars 1915           | 3 mars 1927     |                  |
| 28       | William M. Calder       |          | Républicain           | 4 mars 1917       | 3 mars 1893      | 21                 | James W. Wadsworth, Jr. | 65e              | Républicain           | 4 mars 1915           | 3 mars 1927     |                  |
| 28       | William M. Calder       | 66e      | Républicain           | 4 mars 1917       | 3 mars 1893      | 21                 | James W. Wadsworth, Jr. |                  | Républicain           | 4 mars 1915           | 3 mars 1927     |                  |
| 28       | William M. Calder       | 67e      | Républicain           | 4 mars 1917       | 3 mars 1893      | 21                 | James W. Wadsworth, Jr. |                  | Républicain           | 4 mars 1915           | 3 mars 1927     |                  |
| 29       | Royal S. Copeland       |          | Démocrate             | 4 mars 1923       | 17 juin 1938     | 21                 | James W. Wadsworth, Jr. | 68e              | Républicain           | 4 mars 1915           | 3 mars 1927     |                  |
| 29       | Royal S. Copeland       | 69e      | Démocrate             | 4 mars 1923       | 17 juin 1938     | 21                 | James W. Wadsworth, Jr. |                  | Républicain           | 4 mars 1915           | 3 mars 1927     |                  |
| 29       | Royal S. Copeland       | 70e      | Démocrate             | 4 mars 1923       | 17 juin 1938     | 22                 | Robert F. Wagner        |                  | Démocrate             | 4 mars 1927           | 28 juin 1949    |                  |
| 29       | Royal S. Copeland       | 71e      | Démocrate             | 4 mars 1923       | 17 juin 1938     | 22                 | Robert F. Wagner        |                  | Démocrate             | 4 mars 1927           | 28 juin 1949    |                  |
| 29       | Royal S. Copeland       | 72e      | Démocrate             | 4 mars 1923       | 17 juin 1938     | 22                 | Robert F. Wagner        |                  | Démocrate             | 4 mars 1927           | 28 juin 1949    |                  |
| 29       | Royal S. Copeland       | 73e      | Démocrate             | 4 mars 1923       | 17 juin 1938     | 22                 | Robert F. Wagner        |                  | Démocrate             | 4 mars 1927           | 28 juin 1949    |                  |
| 29       | Royal S. Copeland       | 74e      | Démocrate             | 4 mars 1923       | 17 juin 1938     | 22                 | Robert F. Wagner        |                  | Démocrate             | 4 mars 1927           | 28 juin 1949    |                  |
| 29       | Royal S. Copeland       | 75e      | Démocrate             | 4 mars 1923       | 17 juin 1938     | 22                 | Robert F. Wagner        |                  | Démocrate             | 4 mars 1927           | 28 juin 1949    |                  |
| 30       | James M. Mead           |          | Démocrate             | 3 décembre 1938   | 3 janvier 1947   | 22                 | Robert F. Wagner        |                  | Démocrate             | 4 mars 1927           | 28 juin 1949    |                  |
| 30       | James M. Mead           | 76e      | Démocrate             | 3 décembre 1938   | 3 janvier 1947   | 22                 | Robert F. Wagner        |                  | Démocrate             | 4 mars 1927           | 28 juin 1949    |                  |
| 30       | James M. Mead           | 77e      | Démocrate             | 3 décembre 1938   | 3 janvier 1947   | 22                 | Robert F. Wagner        |                  | Démocrate             | 4 mars 1927           | 28 juin 1949    |                  |
| 30       | James M. Mead           | 78e      | Démocrate             | 3 décembre 1938   | 3 janvier 1947   | 22                 | Robert F. Wagner        |                  | Démocrate             | 4 mars 1927           | 28 juin 1949    |                  |
| 30       | James M. Mead           | 79e      | Démocrate             | 3 décembre 1938   | 3 janvier 1947   | 22                 | Robert F. Wagner        |                  | Démocrate             | 4 mars 1927           | 28 juin 1949    |                  |
| 31       | Irving M. Ives          |          | Républicain           | 3 janvier 1947    | 3 janvier 1959   | 22                 | Robert F. Wagner        | 80e              | Démocrate             | 4 mars 1927           | 28 juin 1949    |                  |
| 31       | Irving M. Ives          | 81e      | Républicain           | 3 janvier 1947    | 3 janvier 1959   | 22                 | Robert F. Wagner        |                  | Démocrate             | 4 mars 1927           | 28 juin 1949    |                  |
| 31       | Irving M. Ives          | 23       | Républicain           | 3 janvier 1947    | 3 janvier 1959   | John Foster Dulles |                         | Républicain      | 7 juillet 1949        | 3 janvier 1950        |                 |                  |
| 31       | Irving M. Ives          | 24       | Républicain           | 3 janvier 1947    | 3 janvier 1959   | Herbert H. Lehman  |                         | Démocrate        | 3 janvier 1950        |                       |                 |                  |
| 31       | Irving M. Ives          | 24       | Républicain           | 3 janvier 1947    | 3 janvier 1959   | Herbert H. Lehman  | 82e                     | Démocrate        | 3 janvier 1950        |                       |                 |                  |
| 31       | Irving M. Ives          | 24       | Républicain           | 3 janvier 1947    | 3 janvier 1959   | Herbert H. Lehman  | 83e                     | Démocrate        | 3 janvier 1950        |                       |                 |                  |
| 31       | Irving M. Ives          | 24       | Républicain           | 3 janvier 1947    | 3 janvier 1959   | Herbert H. Lehman  | 84e                     | Démocrate        | 3 janvier 1950        | 3 janvier 1957        |                 |                  |
| 31       | Irving M. Ives          | 85e      | Républicain           | 3 janvier 1947    | 3 janvier 1959   | 25                 | Jacob K. Javits         |                  | Républicain           | 9 janvier 1957        | 3 janvier 1981  |                  |
| 32       | Kenneth Keating         |          | Républicain           | 3 janvier 1959    | 3 janvier 1965   | 25                 | Jacob K. Javits         | 86e              | Républicain           | 9 janvier 1957        | 3 janvier 1981  |                  |
| 32       | Kenneth Keating         | 87e      | Républicain           | 3 janvier 1959    | 3 janvier 1965   | 25                 | Jacob K. Javits         |                  | Républicain           | 9 janvier 1957        | 3 janvier 1981  |                  |
| 32       | Kenneth Keating         | 88e      | Républicain           | 3 janvier 1959    | 3 janvier 1965   | 25                 | Jacob K. Javits         |                  | Républicain           | 9 janvier 1957        | 3 janvier 1981  |                  |
| 33       | Robert Francis Kennedy  |          | Démocrate             | 3 janvier 1965    | 6 juin 1968      | 25                 | Jacob K. Javits         | 89e              | Républicain           | 9 janvier 1957        | 3 janvier 1981  |                  |
| 33       | Robert Francis Kennedy  | 90e      | Démocrate             | 3 janvier 1965    | 6 juin 1968      | 25                 | Jacob K. Javits         |                  | Républicain           | 9 janvier 1957        | 3 janvier 1981  |                  |
| 34       | Charles Goodell         |          | Républicain           | 10 septembre 1968 | 3 janvier 1971   | 25                 | Jacob K. Javits         |                  | Républicain           | 9 janvier 1957        | 3 janvier 1981  |                  |
| 34       | Charles Goodell         | 91e      | Républicain           | 10 septembre 1968 | 3 janvier 1971   | 25                 | Jacob K. Javits         |                  | Républicain           | 9 janvier 1957        | 3 janvier 1981  |                  |
| 35       | James Lane Buckley      |          | Conservateur          | 3 janvier 1971    | 3 janvier 1977   | 25                 | Jacob K. Javits         | 92e              | Républicain           | 9 janvier 1957        | 3 janvier 1981  |                  |
| 35       | James Lane Buckley      | 93e      | Conservateur          | 3 janvier 1971    | 3 janvier 1977   | 25                 | Jacob K. Javits         |                  | Républicain           | 9 janvier 1957        | 3 janvier 1981  |                  |
| 35       | James Lane Buckley      | 94e      | Conservateur          | 3 janvier 1971    | 3 janvier 1977   | 25                 | Jacob K. Javits         |                  | Républicain           | 9 janvier 1957        | 3 janvier 1981  |                  |
| 36       | Daniel Patrick Moynihan |          | Démocrate             | 3 janvier 1977    | 3 janvier 2001   | 25                 | Jacob K. Javits         | 95e              | Républicain           | 9 janvier 1957        | 3 janvier 1981  |                  |
| 36       | Daniel Patrick Moynihan | 96e      | Démocrate             | 3 janvier 1977    | 3 janvier 2001   | 25                 | Jacob K. Javits         |                  | Républicain           | 9 janvier 1957        | 3 janvier 1981  |                  |
| 36       | Daniel Patrick Moynihan | 97e      | Démocrate             | 3 janvier 1977    | 3 janvier 2001   | 26                 | Alfonse D'Amato         |                  | Républicain           | 3 janvier 1981        | 3 janvier 1999  |                  |
| 36       | Daniel Patrick Moynihan | 98e      | Démocrate             | 3 janvier 1977    | 3 janvier 2001   | 26                 | Alfonse D'Amato         |                  | Républicain           | 3 janvier 1981        | 3 janvier 1999  |                  |
| 36       | Daniel Patrick Moynihan | 99e      | Démocrate             | 3 janvier 1977    | 3 janvier 2001   | 26                 | Alfonse D'Amato         |                  | Républicain           | 3 janvier 1981        | 3 janvier 1999  |                  |
| 36       | Daniel Patrick Moynihan | 100e     | Démocrate             | 3 janvier 1977    | 3 janvier 2001   | 26                 | Alfonse D'Amato         |                  | Républicain           | 3 janvier 1981        | 3 janvier 1999  |                  |
| 36       | Daniel Patrick Moynihan | 101e     | Démocrate             | 3 janvier 1977    | 3 janvier 2001   | 26                 | Alfonse D'Amato         |                  | Républicain           | 3 janvier 1981        | 3 janvier 1999  |                  |
| 36       | Daniel Patrick Moynihan | 102e     | Démocrate             | 3 janvier 1977    | 3 janvier 2001   | 26                 | Alfonse D'Amato         |                  | Républicain           | 3 janvier 1981        | 3 janvier 1999  |                  |
| 36       | Daniel Patrick Moynihan | 103e     | Démocrate             | 3 janvier 1977    | 3 janvier 2001   | 26                 | Alfonse D'Amato         |                  | Républicain           | 3 janvier 1981        | 3 janvier 1999  |                  |
| 36       | Daniel Patrick Moynihan | 104e     | Démocrate             | 3 janvier 1977    | 3 janvier 2001   | 26                 | Alfonse D'Amato         |                  | Républicain           | 3 janvier 1981        | 3 janvier 1999  |                  |
| 36       | Daniel Patrick Moynihan | 105e     | Démocrate             | 3 janvier 1977    | 3 janvier 2001   | 26                 | Alfonse D'Amato         |                  | Républicain           | 3 janvier 1981        | 3 janvier 1999  |                  |
| 36       | Daniel Patrick Moynihan | 106e     | Démocrate             | 3 janvier 1977    | 3 janvier 2001   | 27                 | Chuck Schumer           |                  | Démocrate             | 3 janvier 1999        | en cours        |                  |
| 37       | Hillary Clinton         |          | Démocrate             | 3 janvier 2001    | 21 janvier 2009  | 27                 | Chuck Schumer           | 107e             | Démocrate             | 3 janvier 1999        | en cours        |                  |
| 37       | Hillary Clinton         | 108e     | Démocrate             | 3 janvier 2001    | 21 janvier 2009  | 27                 | Chuck Schumer           |                  | Démocrate             | 3 janvier 1999        | en cours        |                  |
| 37       | Hillary Clinton         | 109e     | Démocrate             | 3 janvier 2001    | 21 janvier 2009  | 27                 | Chuck Schumer           |                  | Démocrate             | 3 janvier 1999        | en cours        |                  |
| 37       | Hillary Clinton         | 110e     | Démocrate             | 3 janvier 2001    | 21 janvier 2009  | 27                 | Chuck Schumer           |                  | Démocrate             | 3 janvier 1999        | en cours        |                  |
| 37       | Hillary Clinton         | 111e     | Démocrate             | 3 janvier 2001    | 21 janvier 2009  | 27                 | Chuck Schumer           |                  | Démocrate             | 3 janvier 1999        | en cours        |                  |
| 38       | Kirsten Gillibrand      |          | Démocrate             | 25 janvier 2009   | en cours         | 27                 | Chuck Schumer           |                  | Démocrate             | 3 janvier 1999        | en cours        |                  |
| 38       | Kirsten Gillibrand      | 112e     | Démocrate             | 25 janvier 2009   | en cours         | 27                 | Chuck Schumer           |                  | Démocrate             | 3 janvier 1999        | en cours        |                  |
| 38       | Kirsten Gillibrand      | 113e     | Démocrate             | 25 janvier 2009   | en cours         | 27                 | Chuck Schumer           |                  | Démocrate             | 3 janvier 1999        | en cours        |                  |
| 38       | Kirsten Gillibrand      | 114e     | Démocrate             | 25 janvier 2009   | en cours         | 27                 | Chuck Schumer           |                  | Démocrate             | 3 janvier 1999        | en cours        |                  |
| 38       | Kirsten Gillibrand      | 115e     | Démocrate             | 25 janvier 2009   | en cours         | 27                 | Chuck Schumer           |                  | Démocrate             | 3 janvier 1999        | en cours        |                  |
| 38       | Kirsten Gillibrand      | 116e     | Démocrate             | 25 janvier 2009   | en cours         | 27                 | Chuck Schumer           |                  | Démocrate             | 3 janvier 1999        | en cours        |                  |
| 38       | Kirsten Gillibrand      | 117e     | Démocrate             | 25 janvier 2009   | en cours         | 27                 | Chuck Schumer           |                  | Démocrate             | 3 janvier 1999        | en cours        |                  |
| 38       | Kirsten Gillibrand      | 118e     | Démocrate             | 25 janvier 2009   | en cours         | 27                 | Chuck Schumer           |                  | Démocrate             | 3 janvier 1999        | en cours        |                  |
| 38       | Kirsten Gillibrand      | 119e     | Démocrate             | 25 janvier 2009   | en cours         | 27                 | Chuck Schumer           |                  | Démocrate             | 3 janvier 1999        | en cours        |                  |

## Remarques
- Hillary Clinton est la première femme élue à ce poste en 2000.